# 第9砂漠
『第9砂漠』（だいきゅうさばく）は、出口景による日本の漫画。『ジャンプSQ.RISE』（集英社）2018SPRINGに『おいしい水の殺しかた』のタイトルで読み切りとして掲載された後、『ジャンプスクエア』（集英社）にて2020年3月号から2021年6月号まで連載された。

## あらすじ
「水の国」第１砂漠に住んでいるマオは旅立ってしまった父親を探して幻の第９砂漠へ旅立つ。

## 用語
聖霊水 (ヒュドラ)

## 登場キャラクター

### 主要人物
マオ
本作の主人公。「水の国」第1砂漠で聖霊水(ヒュドラ)を狩っていたが、父親を探しに第９砂漠へと目指して旅立った。
カナリア
第2砂漠の出身の少女。重力を操ることができる能力を持っている。第２砂漠では「歌姫」と呼ばれている。
九天応元雷声普化天尊　(くてんおうせいふかそん)

### その他の人物
マオの父
本名はニア・アームストロング。
リュカ

## 書誌情報
- 出口景 『第9砂漠』 集英社〈ジャンプ・コミックス〉、全4巻
  1. 2020年5月18日発行（5月13日発売[2]）、ISBN 978-4-08-882305-8
  2. 2020年9月9日発行（9月4日発売[3]）、ISBN 978-4-08-882410-9
  3. 2021年1月9日発行（1月4日発売[4]）、ISBN 978-4-08-882536-6
  4. 2021年6月9日発行（6月4日発売[5]）、ISBN 978-4-08-882643-1